# 細谷俊平
細谷 俊平（ほそや しゅんぺい、7月21日 生　）は、日本の俳優。岡山県倉敷市出身。

## 来歴

### 幼少期
- 7/21生
- 中学時代は倉敷市立水島中学校
- 大学時代は様々な劇団に客演
- 2008年 劇団B-LUCKS♪を立ち上げ
- 2016年 株式会社ART MEDIA JAPANに入社。